# Płużnica (gmina)
Płużnica – gmina wiejska w województwie kujawsko-pomorskim, w powiecie wąbrzeskim. W latach 1975–1998 gmina położona była w województwie toruńskim.
Siedzibą gminy jest Płużnica.
W 2009 roku w gminie mieszkało 4936 osób.

## Struktura powierzchni
Według danych z roku 2002 gmina Płużnica ma obszar 119,33 km², w tym:
- użytki rolne: 86%
- użytki leśne: 2%

Gmina stanowi 23,8% powierzchni powiatu.
Gmina Płużnica leży nad trzema jeziorami: Wieczno, Płużnickim i Wieldządzkim.

## Demografia

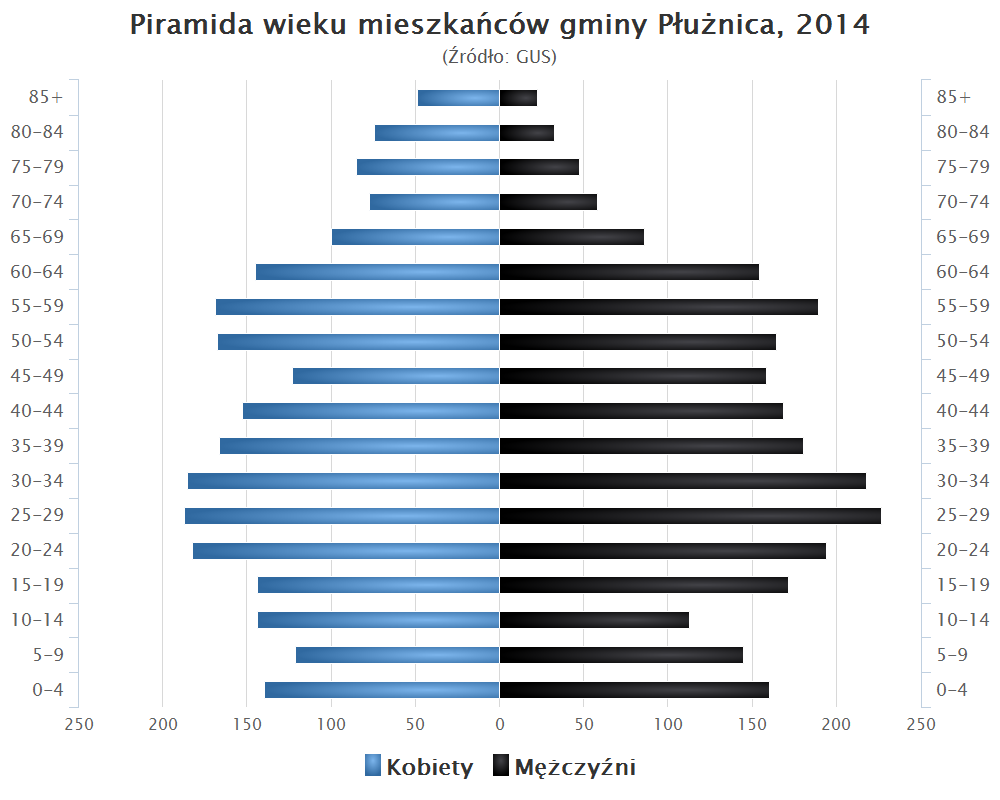
Piramida wieku mieszkańców gminy Płużnica w 2014 roku

Dane z 30 czerwca 2004:
| Opis                              | Ogółem | Ogółem | Kobiety | Kobiety | Mężczyźni | Mężczyźni |
| --------------------------------- | ------ | ------ | ------- | ------- | --------- | --------- |
| jednostka                         | osób   | %      | osób    | %       | osób      | %         |
| populacja                         | 5026   | 100    | 2490    | 49,5    | 2536      | 50,5      |
| gęstość zaludnienia (mieszk./km²) | 42,1   | 42,1   | 20,9    | 20,9    | 21,3      | 21,3      |

## Zabytki
Wykaz zarejestrowanych zabytków nieruchomych na terenie gminy:
- zespół dworski i folwarczny w Bartoszewicach, obejmujący: dwór z 1913-1917; park z pierwszej połowy XIX w.; folwark: rządcówka; spichrz z XIX/XX w.; obora; chlewnia; kuźnia, nr A/702/1-7 z 21.04.1998 roku
- zespół kościelny parafii pod wezwaniem św. Michała Archanioła w Błędowie, obejmujący: kościół z początku XIV w.; cmentarz przykościelny, nr A/119 z 15.12.2003 roku
- zespół dworski z pierwszej połowy XIX w. w Błędowie, obejmujący: dwór; dwie oficyny; zajazd; browar, nr A/9/154 z 29.04.1966 roku
- zespół dworski w Józefkowie, obejmujący: dwór z połowy XIX w.( nr 423 z 11.04.1983); park (A/27 z 5.09.2000)
- kaplica dworska pod wezwaniem św. Barbary z 1734 roku w Mgowie, nr A/11/156 z 29.04.1966 roku
- kościół parafii pod wezwaniem św. Jana Chrzciciela z XIII/XIV w. w Nowej Wsi Królewskiej, nr A/354 z 13.07.1936 roku
- zespół dworski i folwarczny w Orłowie, obejmujący: dwór z lat 1855-1874 (nr A/425 z 11.04.1983); oficynę z końca XIX w.; park; folwark (z terenem podwórza gospodarczego i ogrodu) z lat 1870-1880: dwie stodoły; obora z 1877; chlewnia z 1898; spichrz z końca XIX w.; stajnia z 1897, nr A/686/1-8 z 03.03.1997 roku
- kościół pod wezwaniem św. Małgorzaty z końca XIV w. w Płużnicy, nr A/410 z 30.04.1966 roku.

## Sołectwa
Bągart, Bielawy, Błędowo, Czaple, Dąbrówka, Józefkowo, Kotnowo, Nowa Wieś Królewska, Orłowo, Ostrowo, Płąchawy, Płużnica, Pólko, Uciąż, Wiewiórki, Wieldządz.

## Pozostałe miejscowości
Bartoszewice, Czapelki, Dębie, Działowo, Goryń, Mgowo, Pieńki, Szczerosługi.

## Sąsiednie gminy
Chełmża, Stolno, Grudziądz, Lisewo, Radzyń Chełmiński, Ryńsk